# Мезеновский сельский совет (Краснопольский район)
Мезеновский сельский совет (укр. Мезенівська сільська рада) — входит в состав
Краснопольского района
Сумской области
Украины.
Административный центр сельского совета находится в 
с. Мезеновка
.

## Населённые пункты совета
- с. Мезеновка
- пос. Майское
- с. Новоалександровка

## Ликвидированные населённые пункты совета
- с. Черемушки
- с. Птушка